# Moossee
Der Moossee ist ein seit 1963 unter Naturschutz stehender See bei der Ortschaft Moosseedorf im Kanton Bern, Schweiz.

## Lage
Der Moossee liegt im Schweizer Mittelland in den Gemeinden Moosseedorf und Urtenen-Schönbühl etwa 10 km nördlich von Bern. Rund 2 km westlich des Moossees liegt die Gemeinde Münchenbuchsee. Das Einzugsgebiet des Sees beträgt 20,8 km².
Mit der Urtenen wird der See mit der Mündung in die Emme bei Bätterkinden entwässert.

## Umgebung
Nördlich und östlich des Moossees verläuft die Autobahn A6. Im Westen zwischen dem See und Münchenbuchsee liegen ein Golf- und ein Campingplatz. Direkt am See, auf der Südwestseite, befinden sich ein Restaurant, eine Bootsvermietung und eine ehemalige Fischzucht, am südöstlichen Ende das Strandbad der Gemeinde Moosseedorf. Ein direkter Waldanschluss ist nicht vorhanden, der Moossee liegt relativ isoliert in landwirtschaftlich genutztem Gebiet.

## Nutzung
Der zunehmende Mangel an Brennholz führte ab 1777 dazu, dass der Rat von Bern sich in Holland erkundigte, ob mit Torf gefeuert werden könnte. In der Folge wurden um 1795 aus dem Münchenbuchseemoos jährlich etwa 6000 Fuder zu gut 2 m³, vor allem für die obrigkeitliche Feuerung, nach Bern geführt. Durch die massiven Torfgrabungen stiess man dabei rasch ins Grundwasser, und damit war der Anstoss für die Absenkung des Moossees gegeben. Damals war der Urtenenbach im Dorf Urtenen auf die Kote 523 m gestaut, um die dortige Säge und Öle anzutreiben. Durch das Einwirken des Landvogts Karl Ludwig von Erlach in Landshut subventionierte der Rat von Bern die Verlegung der Säge nach Hindelbank und der Öle nach Jegenstorf. Die anliegenden Gemeinden bezahlten ebenfalls einen Teil, und so konnte der Urtenenbach abgesenkt werden, dass der Seespiegel um 2,35 m tiefer zu liegen kam. Damit konnten weiteres Land zur Torfausbeutung und zusätzlicher Boden für landwirtschaftliche Zwecke gewonnen werden.

## Absenkungen des Seespiegels
Starke Niederschläge führten am Moossee früher wie heute zu Überschwemmungen im angrenzenden Gebiet. Die Schwelle in Schönbrunnen liegt zwischen Moosseetal/Urtenenbach und Lyssbach auf 528 m Höhe. Ausser der Moospinte liegen alle vor etwa 1850 erstellten Dorfteile höher. Um die Wasserkraft nutzen zu können, war der Bach in Urtenen auf 523 m gestaut. Ferner gab es seit alter Zeit in Schönbühl einen natürlichen Hochwasser-Überlauf auf 525 m. Der Spiegel des Sees liegt heute bei 521 m.
In den 1770er Jahren wirkte Johann Rudolf Tschiffeli, der Mitbegründer der Oekonomischen und Gemeinnützigen Gesellschaft des Kantons Bern, von seinem Landsitz Hof («Tschiffelihaus», Schlössliweg 6) aus auf eine verbesserte Landwirtschaft und die Entsumpfung des Moosseetals hin. Infolge der Torfgrabungen gab es eine erste Tieferlegung des Sees um 1780. Die Urtenen wurde ausgegraben und eine erste Güterzusammenlegung vorgenommen.
Weil aber spätere Hochwasser und mangelhafter Grundwasserabfluss erneut zur Versumpfung führten, gründete man Ende 1853 eine Vorbereitungsgesellschaft. Im Februar 1856 genehmigte der Grosse Rat die Ausführung, welche den See um weitere 2,4 m absenken sollte. Ende 1857 waren die Arbeiten im Wesentlichen beendet. 1865 konnte die Gesellschaft nach abgeschlossener Rechnung aufgelöst und der Unterhalt des Werks einer Schwellengenossenschaft (heute Wasserbauverband Urtenenbach) übertragen werden.
Anfang des 20. Jahrhunderts führten der ungenügende Abfluss des Grundwassers und die Absenkung der Oberfläche des Landes durch den weiterhin betriebenen Torfabbau zu einem erneuten Versumpfen des Gebiets. Erst nach Ende des Ersten Weltkrieges bewilligten Regierung und Grosser Rat eine weitere Melioration. Diesmal wurde dabei im Gegensatz zu den beiden früheren eine geringe Tieferlegung des Seespiegels vorgesehen, Hauptmassnahmen waren die Drainage des Gebiets und die Verbesserung der Abflussverhältnisse. Um das erforderliche Gefälle für die in Röhren gefassten zufliessenden Bäche und Drainageleitungen zu erhalten, musste der offene Hauptkanal oberhalb des kleinen Sees sehr flach angelegt werden. Unterhalb des grossen Sees wurde die Kanalsohle um etwa einen Meter abgesenkt und das Gefälle auf ein Promille ausgeglichen. Am Ausfluss des Sees wurde zusätzlich ein Wehr gebaut, damit in trockenen Zeiten der Grundwasserspiegel gehalten und bei Hochwasser Überschwemmungen in talwärts gelegenen Gebieten vermieden werden konnten.
Ausgehend von den Absenkungen ist anzunehmen, dass der See früher deutlich grösser war als heute.

## Archäologie

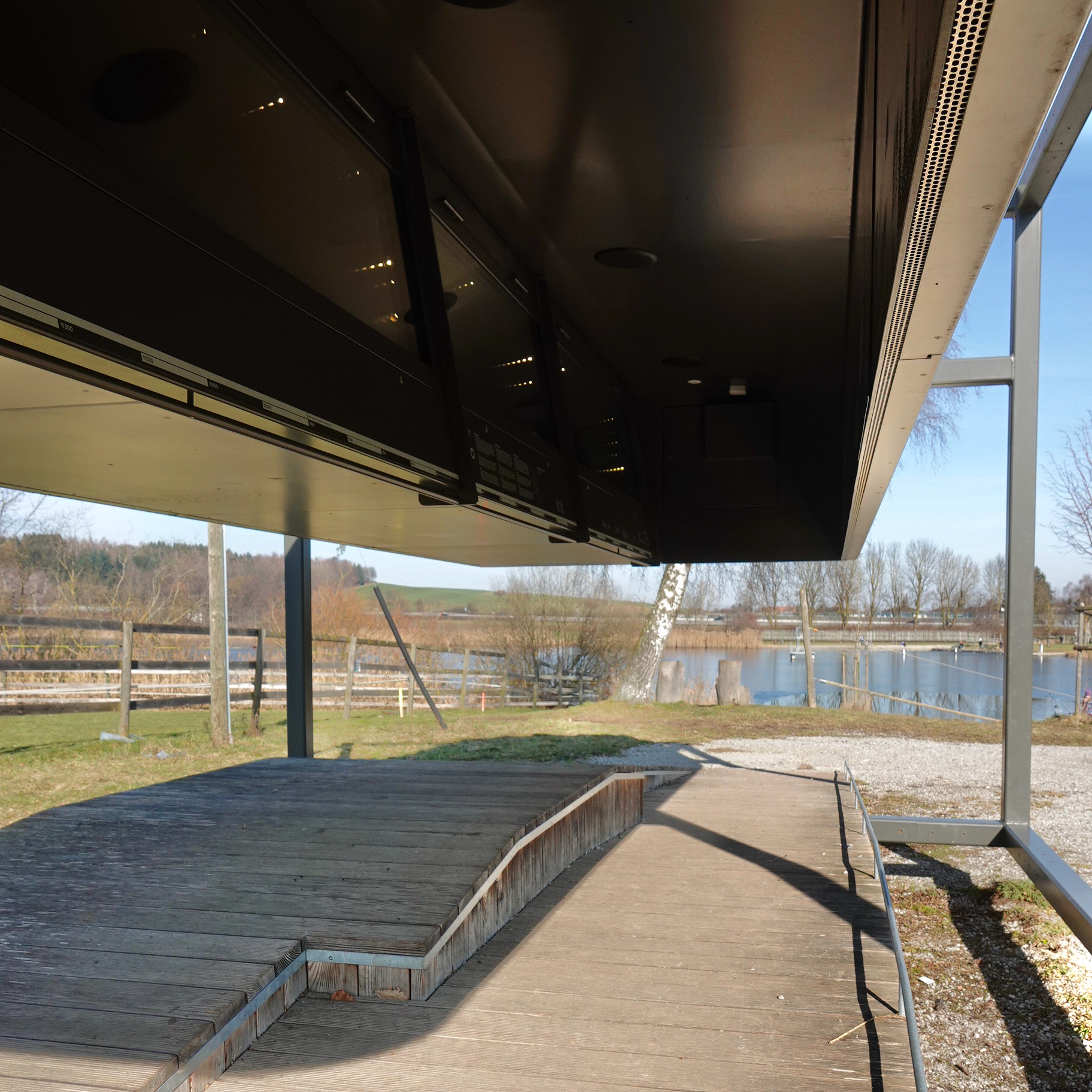
Ansicht der Ausstellungsvitrine mit dem Einbaum oben links hinter Glas

Die Tieferlegung 1780 bewirkte eine Freilegung des Ufers. In der Folge entdeckte der Arzt Uhlmann aus Münchenbuchsee 1856 die Reste von Pfahlbauten an den beiden Enden des Sees. Zur Bekanntheit des Fundgebiets trug das SJW-Heft Nr. 18 «Die Pfahlbauer vom Moossee» von Hans Zulliger mit einer Auflage von 200'000 bei. Bei den Baumassnahmen für das Strandbad am Ostende des Sees konnten bei den Notgrabungen des Archäologischen Dienstes 2011 weitere Funde dokumentiert und sichergestellt werden. Man fand einen Bohlenweg und Palisaden, die wohl als Zugang und Abgrenzung zum jungsteinzeitlichen Dorf dienten.
Im Juli 2011 wurde bei Ausgrabungen ein Einbaum aus Lindenholz entdeckt. Das rund 6500 Jahre alte und 5,77 m lange Boot ist seit Sommer 2018 in einer Aussenvitrine am Seeufer für Besucher frei zugänglich.

## Nutzung heute

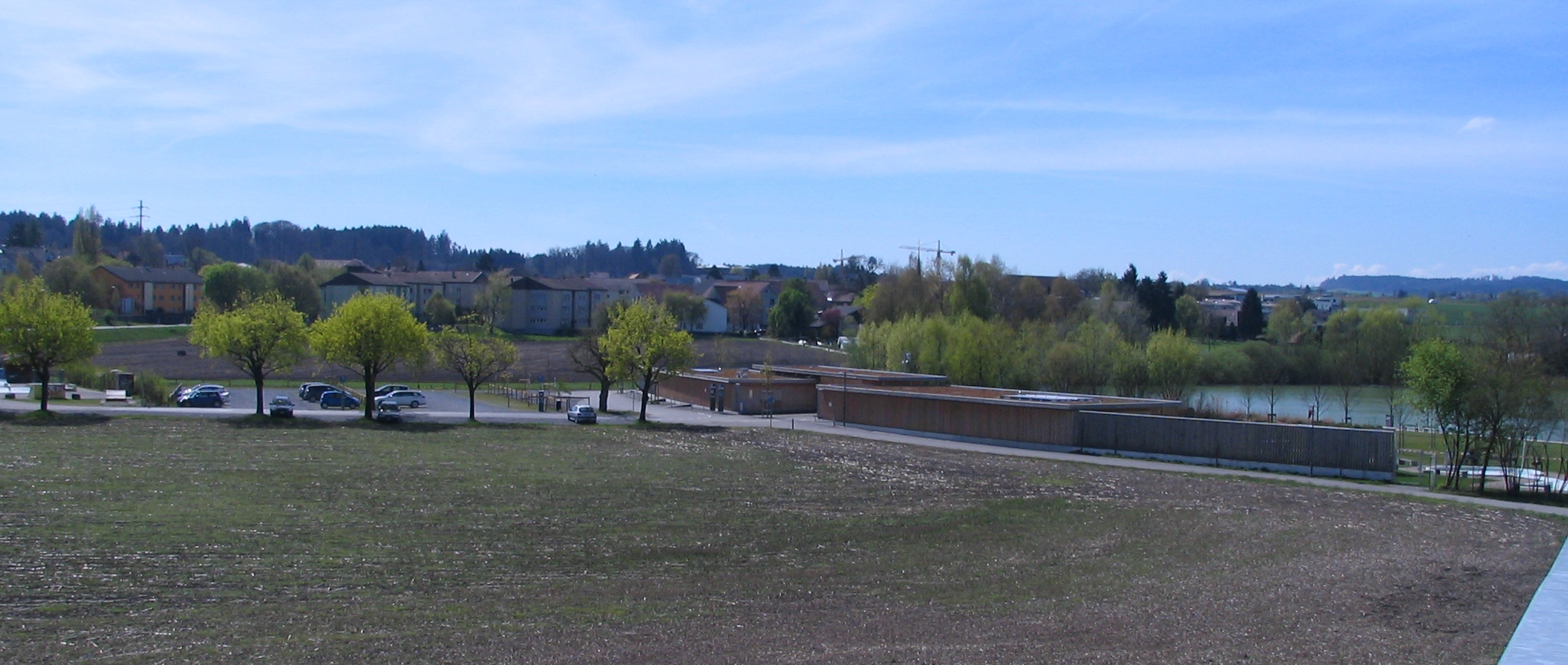
Strandbad (2014)

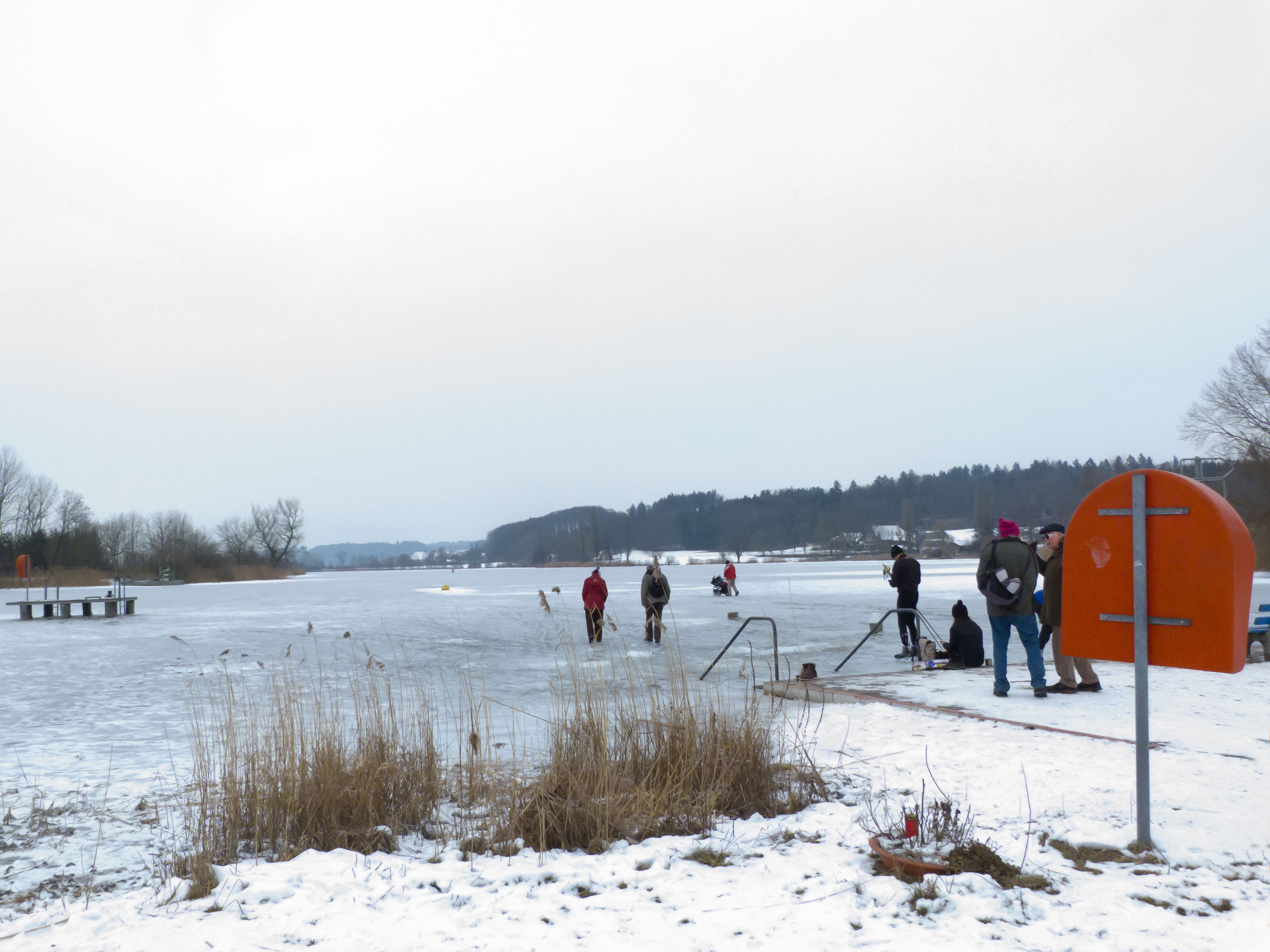
Moossee zugefroren, Februar 2012

Der Moossee wird von verschiedenen Seiten beansprucht. Er stellt ein beliebtes Ausflugsziel für Bewohner der Region Bern dar und ist besonders im Sommerhalbjahr dementsprechend gut besucht. Ausser im Freibad beim Ausfluss der Urtenen ist das Baden verboten. In kalten Wintern kann der Moossee zum Schlittschuhlaufen genutzt werden.
Das seit 1924 bestehende Strandbad wurde wiederholt umgebaut. Die mit der letzten Bauetappe 2011–2012 entstandenen Gebäude sind auf massiven Grundmauern erhöht aufgestellt, um vor den wiederholt auftretenden Hochwassern künftig geschützt zu sein. Ebenfalls mit grossem Aufwand wurde ein neuer Uferweg mit grösserem Abstand zum Südufer gebaut – neuer Raum für die Renaturierung des Uferschutzgebiets. Das neue Strandbad und der neu erstellte Uferweg wurden am 2. Juni 2012 eröffnet.
Am See besteht ein privates Fischereirecht. Während 8 ½ Monaten (15. April bis 31. Dezember) ist der See für die Sportfischerei geöffnet. Für die Ausübung der Fischerei können Boote gemietet werden, eigene Boote dürfen nicht verwendet werden. Gefischt wird im Moossee hauptsächlich auf Hecht, Zander, Barsch und Karpfen.
Am Südufer des Sees ist eine ehemalige Fischzucht angesiedelt. Diese fütterte ihre Fische mit Plankton, welches sie im Moossee fing. Die Fischzucht, die auch Besatzfische aufzog, fing ihre Laichtiere teilweise ebenfalls im Moossee. Es gibt Pläne, auf dem Gelände ein nationales Zentrum für Fischerei zu bauen.

## Ökologie
Die Sedimente des Sees sind stark mit Pestiziden belastet.